# Antonio da Correggio

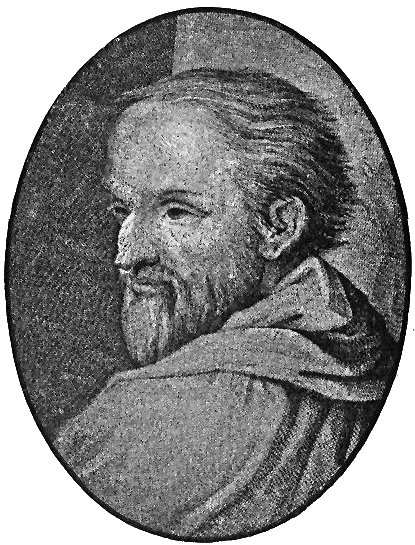
Antonio Allegri da Correggio

Antonio da Correggio (eigentlich Antonio Allegri, kurz Correggio oder il Correggio) (* August 1489 in Correggio; † 5. März 1534 ebenda) war ein italienischer Maler der Renaissance. Er war meist in Parma und Correggio tätig.

## Leben
Der Geburtsort, nach dem er benannt ist, liegt bei Reggio nell’Emilia. Sein Vater war Kaufmann. Von 1503 bis 1505 war Correggio in der Lehre bei Francesco Bianchi Ferrara in Modena. In seinen frühsten Werken sind Einflüsse des Klassizismus von Künstlern wie Lorenzo Costa der Ältere und Francesco Francia nachweisbar, die wohl auf diese Zeit zurückgehen. 1506 war Correggio in Mantua, dann kehrte er nach Correggio zurück, wo er bis 1510 blieb. Dieser Periode seines Schaffens wird die Anbetung des Kindes mit Elisabeth und Johannes zugeordnet, die Einflüsse Costas und Mantegnas zu zeigen scheint. 1514 vollendete er wahrscheinlich drei Tondi für den Eingang von St. Andrea in Mantua. Nach der neuerlichen Rückkehr in seinen Heimatort unterzeichnete er, nun unabhängig und zunehmend berühmt, einen Vertrag für ein Altarbild mit der Madonna im Kloster des Hl. Franziskus (1514, jetzt in der Dresdner Gemäldegalerie).

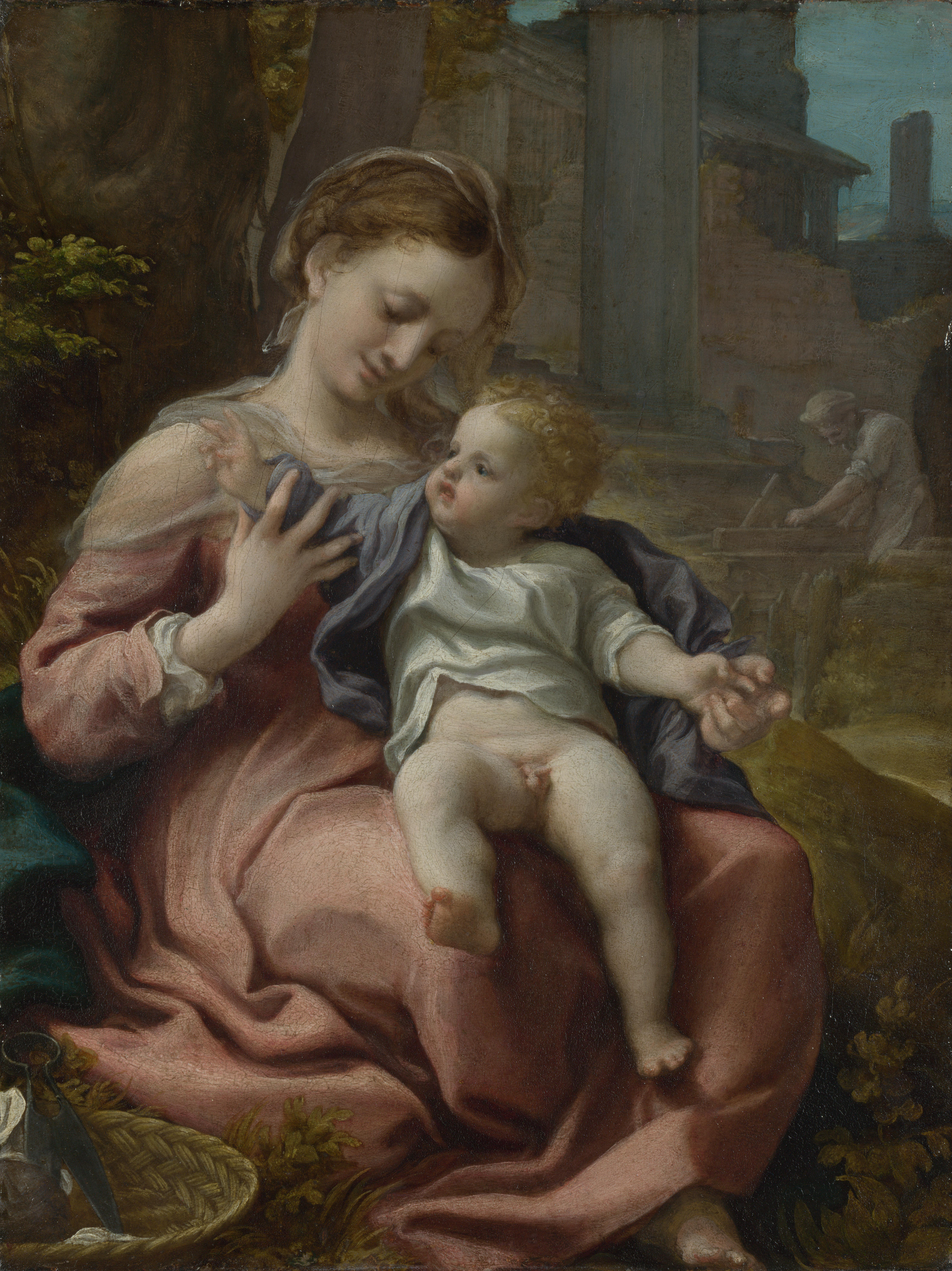
Die Madonna mit dem Korb, ca. 1524

1516 hielt sich Correggio in Parma auf, wo er von da an im Großen und Ganzen blieb. Hier befreundete er sich mit dem Manieristen Michelangelo Anselmi. 1519 heiratete er Girolama Francesca di Braghetis aus Correggio. Aus dieser Zeit sind Madonna mit Kind und dem jungen Johannes dem Täufer, Abschied Christi von Maria und die verlorene Madonna von Albinea. Aus der Phase seiner reifen Jahre stammt das bereits von Giorgio Vasari gerühmte Gemälde Noli me tangere (ca. 1518, nach anderen ca. 1522–1525), heute im Museo del Prado in Madrid, das aus dem Besitz Kaiser Karls V. schließlich in die Hände König Philipps IV. von Spanien gelangte und 1636 in der Sakristei des Escorial seinen Platz fand.
Pablo Picasso zitiert Correggios Meisterwerk, das er während seines Studienaufenthaltes an der Llotja in Madrid kennengelernt haben muss, in einem der berühmtesten Werke aus seiner blauen Periode, dem Gemälde La Vie (1903), heute im Cleveland Museum of Art, Ohio.

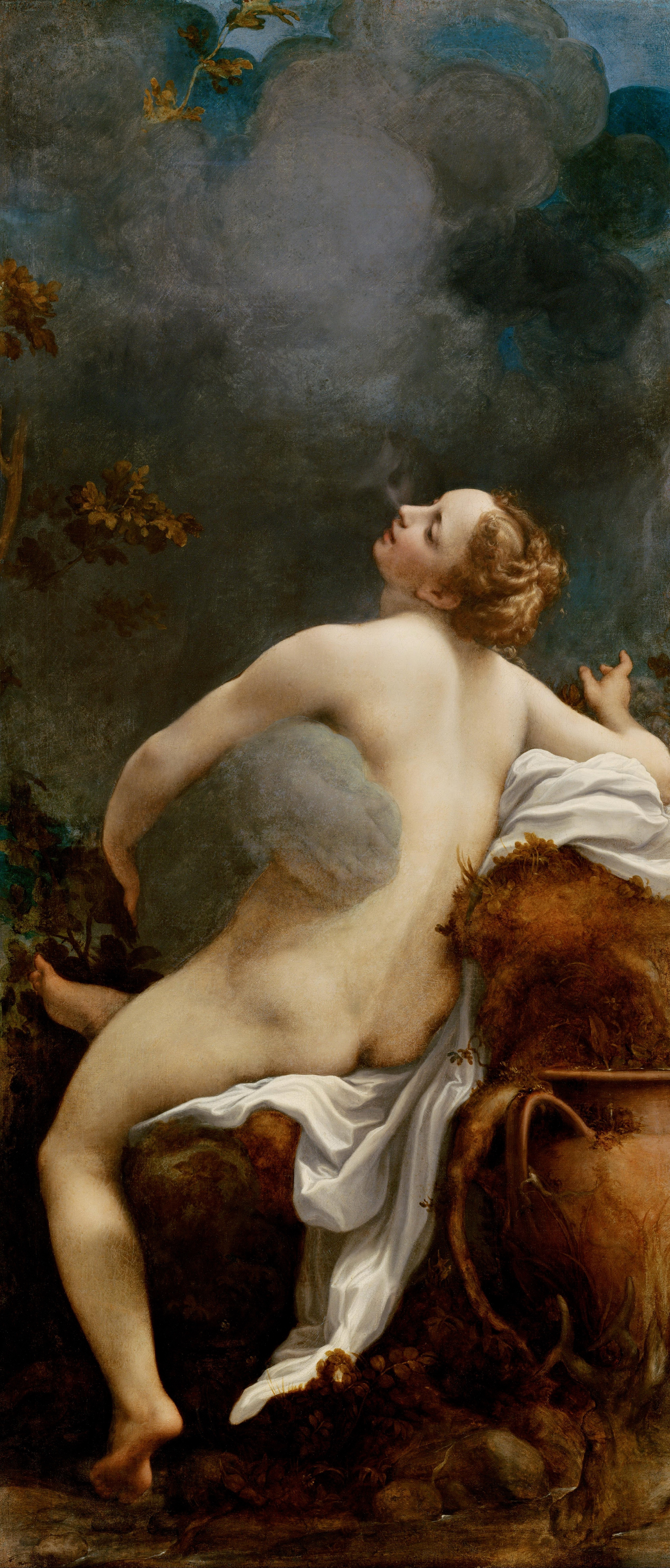
Jupiter und Io, 1531–1532, Kunsthistorisches Museum Wien

Correggios erster größerer Auftrag war die Ausschmückung der Decke im privaten Speisesaal der Äbtissin von St. Paul in Parma (der Camera di San Paolo). Als Nächstes malte er die Vision des Hl. Johannes in Patmos für die Kuppel von San Giovanni Evangelista in Parma. Drei Jahre später schmückte er die Kuppel des Parmaer Doms mit einer überraschenden Aufnahme Mariä in den Himmel in Melozzoscher Perspektive (von unten nach oben gesehen). Die beiden Werke wiesen auf eine revolutionäre, illusionistische Kuppeldekoration und beeinflussten stark die spätere Freskomalerei (Cignani, Ferrari, Pordenone, Lanfranco, Baciccio), vor allem durch die Massung von Zuschauern in einem Strudel, das scheinbare Verschwinden der Kuppel und den schubgebenden Ausblick hinauf in göttliche Unendlichkeit, wie sie in der Barockmalerei wieder begegnen.

## Stil
Der Ausgangspunkt seiner Kunst ist umstritten. Außer durch Costa und Mantegna könnte er in wesentlichen Eindrücken des Helldunkels (Chiaroscuro) durch Leonardo da Vinci, außerdem durch Michelangelo und Raffael geprägt worden sein. Um 1518 fand er zu seinem eigenen Stil, der hingebende Ausdrücke mit fast barock wirkenden, lebhaften Bewegungen verbindet. Daraus erklärt sich auch seine große Wirkung auf Barockmeister wie Reni, die Carracci und Barocci.
Correggios Tafelbilder entwickeln diagonale Kompositionen, führen das malerische Helldunkel reich aus und sind farblich wertvoll. Seine Fresken zeichnen sich besonders durch die Kühnheit der perspektivischen Untersicht, durch die Beweglichkeit der Figuren in Luft und Licht und suggestive Illusionskraft aus.

## Weitere Werke
Bedeutende der über 42 erhaltenen Gemälde sind u. a. die 
- Heilige Familie mit den Heiligen Elisabeth und Johannes (1510, Musei civici di Pavia[3])
- Die Madonna des heiligen Franziskus (1514/15, bezeichnet mit Antoius de Alegris P., Dresden Gemäldegalerie).
- Mystische Hochzeit der Hl. Katharina von Alexandrien mit Christus (ca. 1520),
- die Beweinung Christi (ca. 1522),
- Die Madonna des heiligen Sebastian (ca. 1524, Dresden, Gemäldegalerie)
- das Martyrium von vier Heiligen (ca. 1524–1525),
- die Maria mit dem Heiligen Hieronymus (Il Giorno, 1527–1528),
- die Anbetung der Hirten (Heilige Nacht) (La Notte, 1528–1530, Dresden, Gemäldegalerie),
- Die Madonna des heiligen Georg (1530–1532, Dresden, Gemäldegalerie) und
- Jupiter und Io (1531–1532, Wien, Kunsthistorisches Museum).
- Ruhe auf der Flucht nach Ägypten, um 1515, Galleria Degli Uffizi Florenz

## Abbildungen

Werke von Antonio da Correggio (Auswahl)
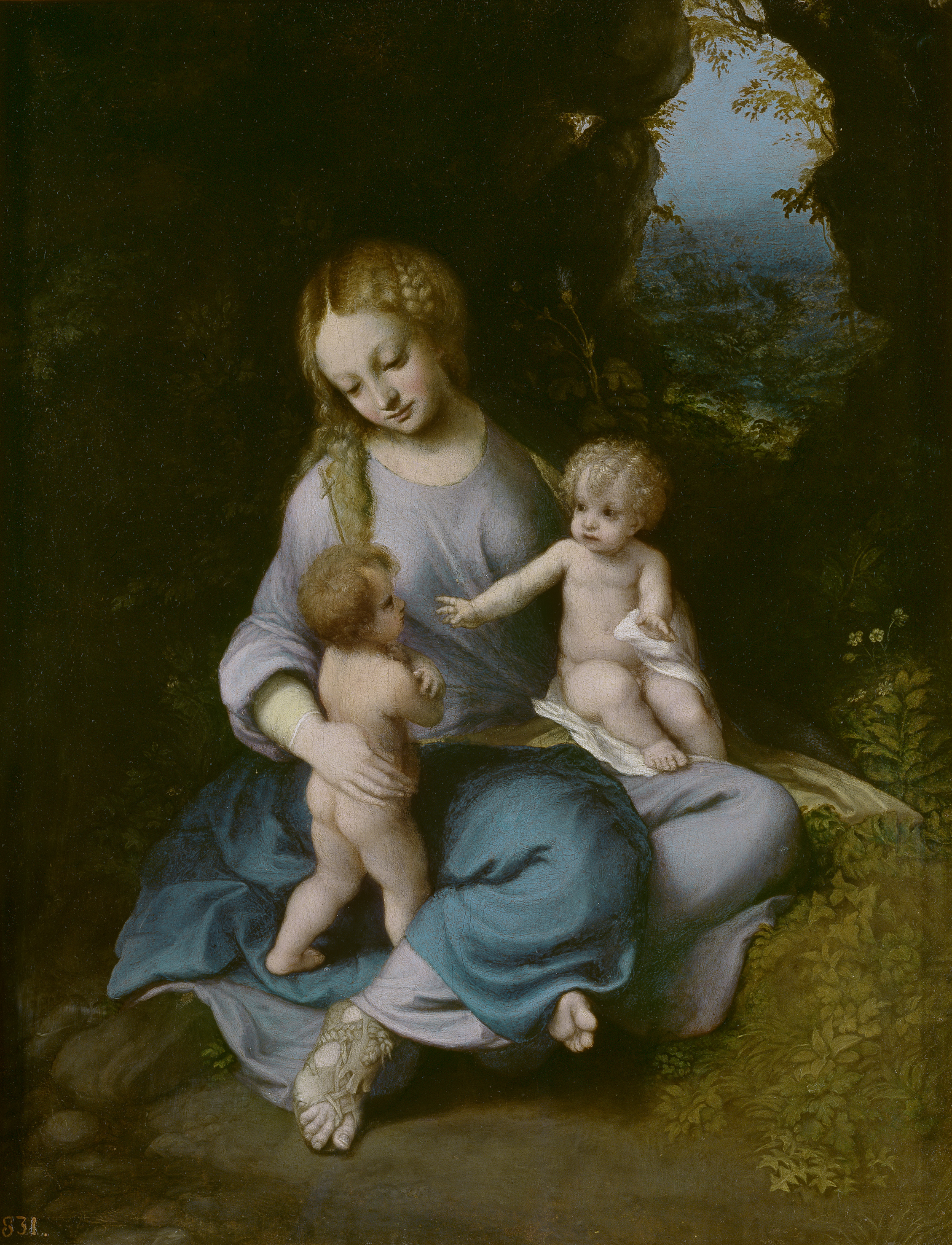
Madonna mit Jesus und Johannes dem Täufer, ca. 1516
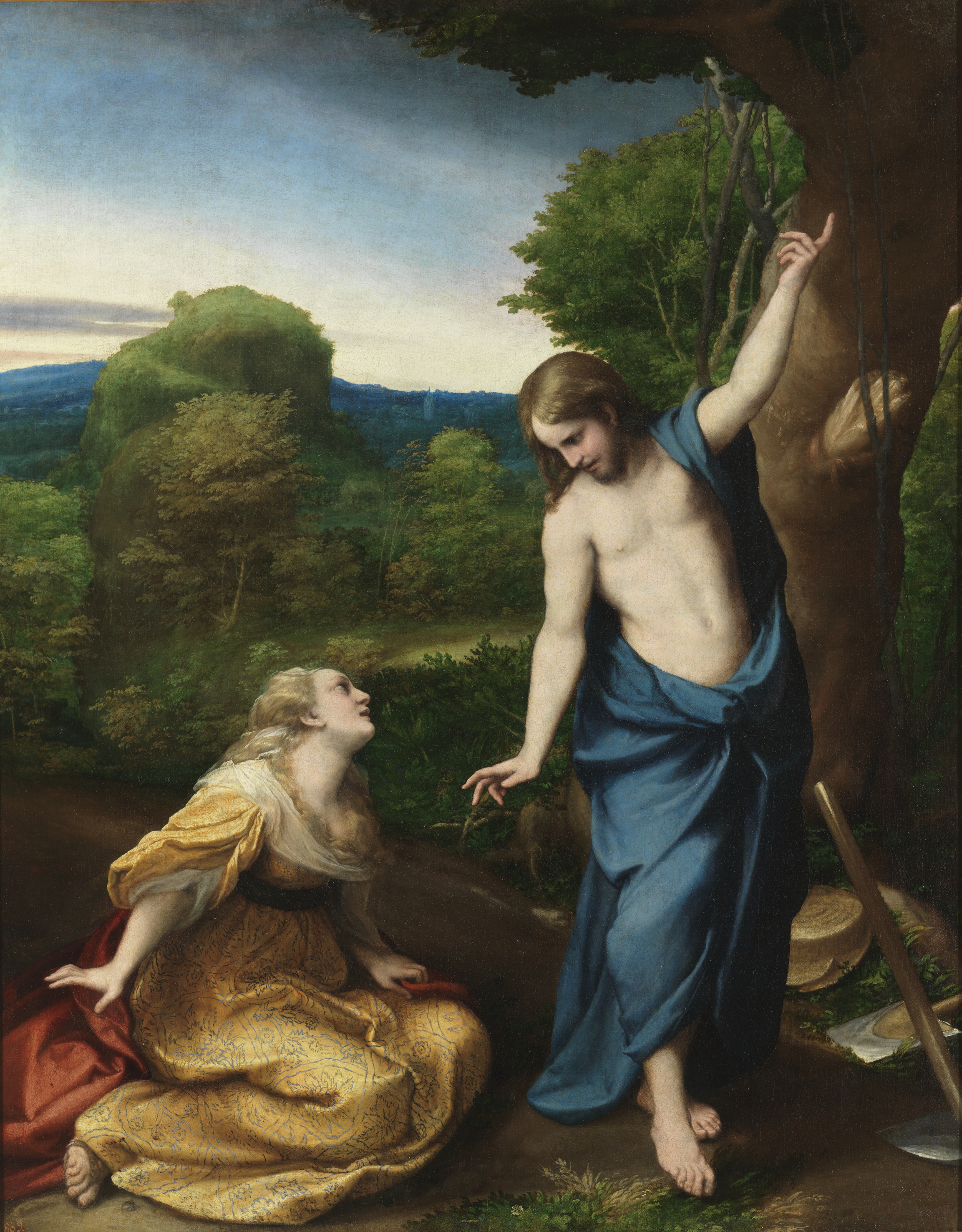
Noli me tangere, ca. 1518
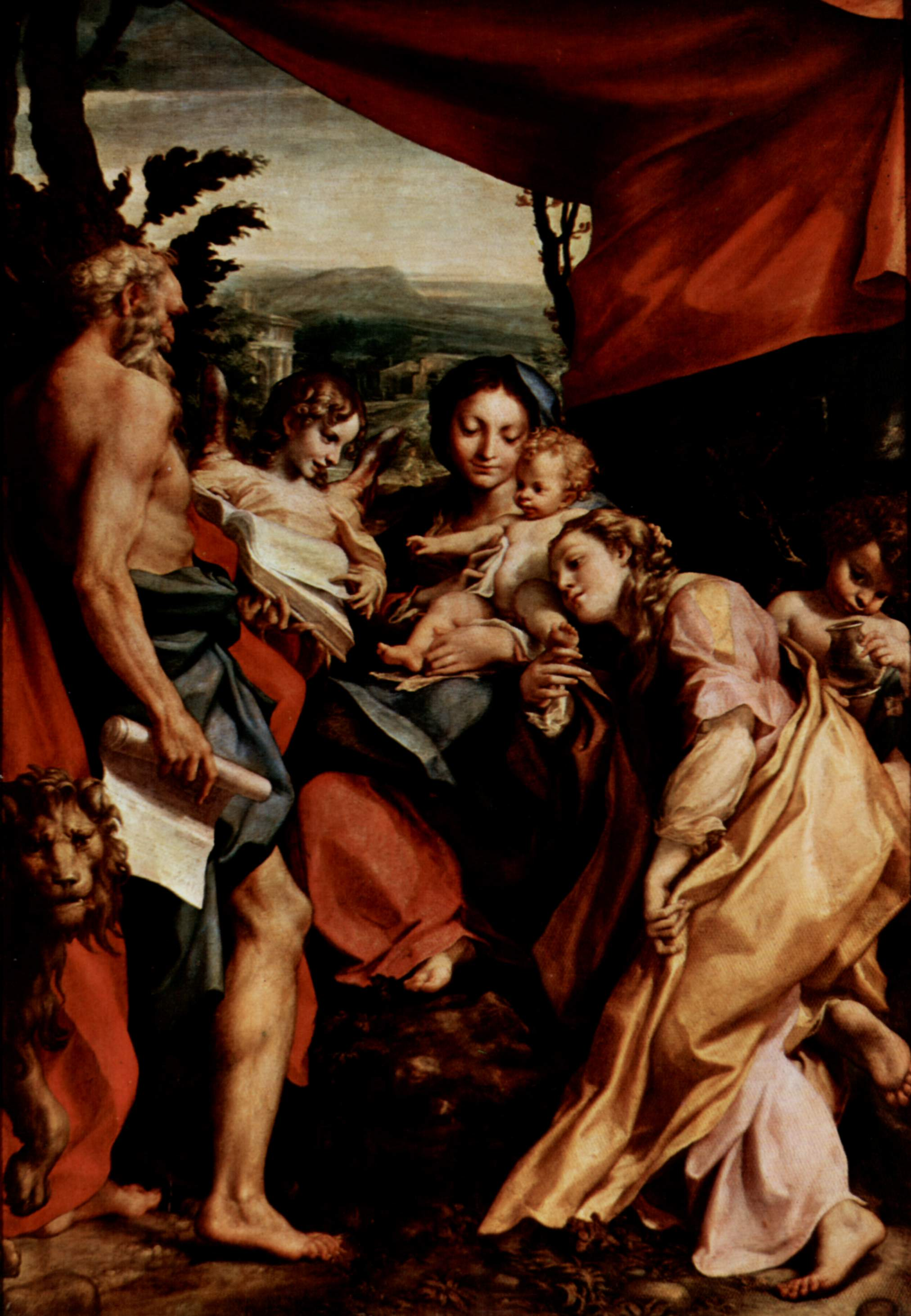
Die Madonna des Hl. Hieronymus (Der Tag), 1527–1528
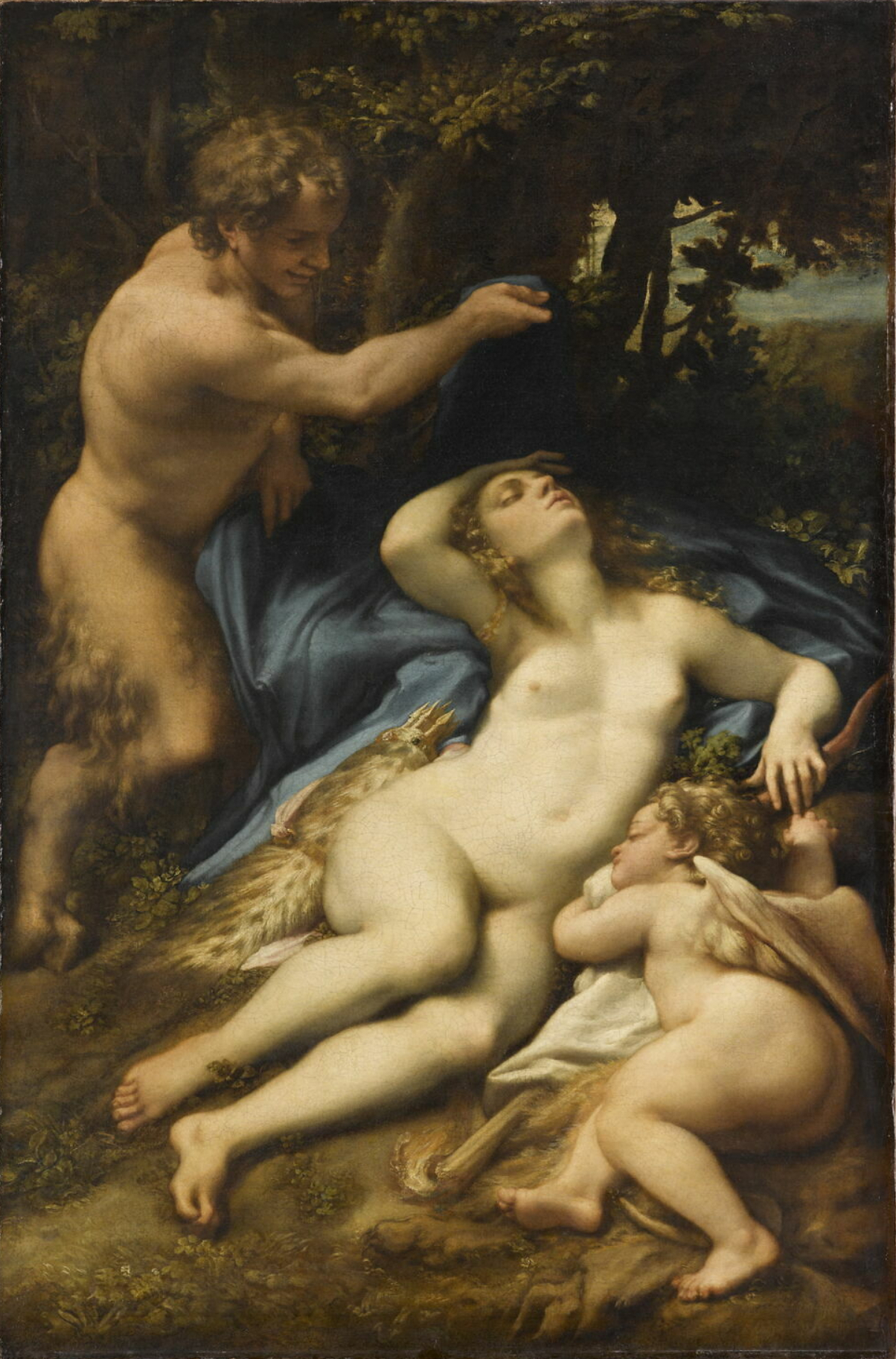
Venus und Amor mit einem Satyr, ca. 1528
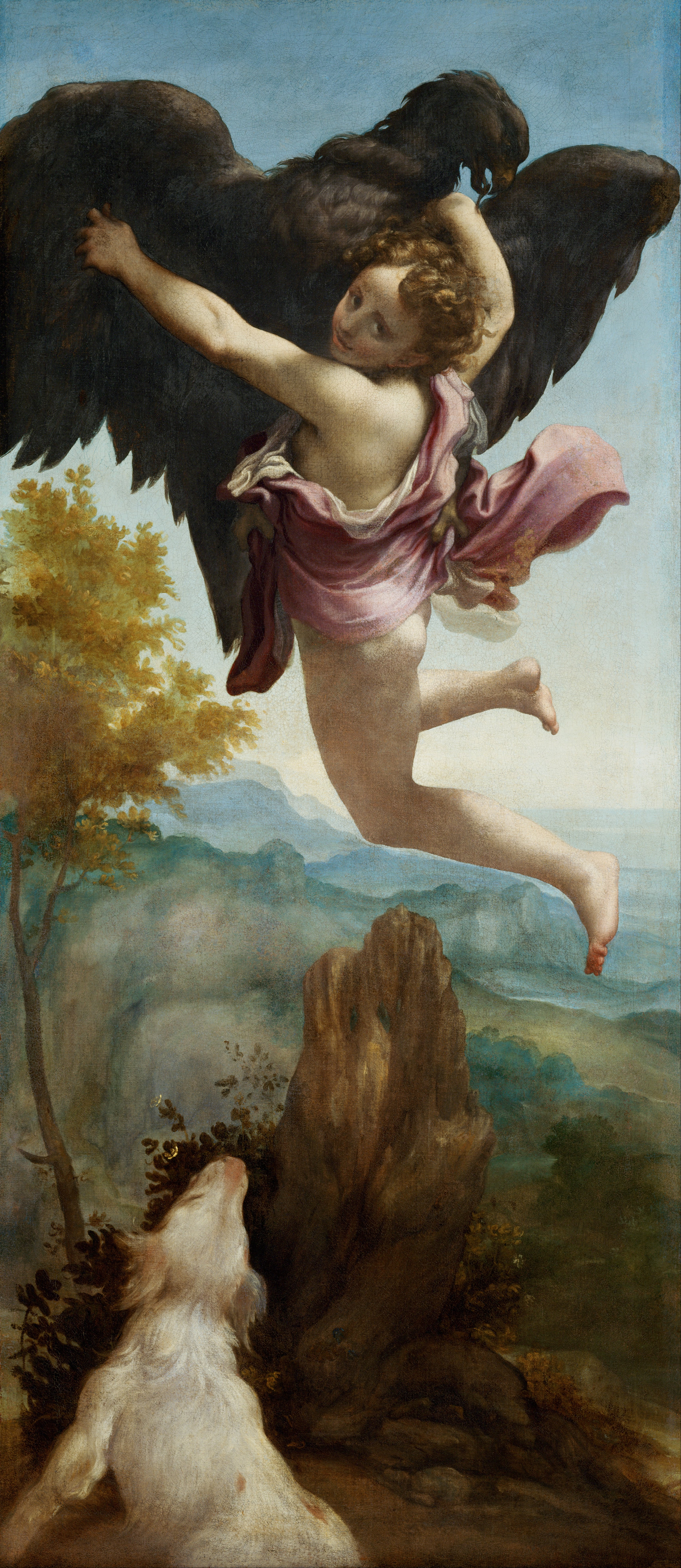
Entführung des Ganymed, ca. 1530
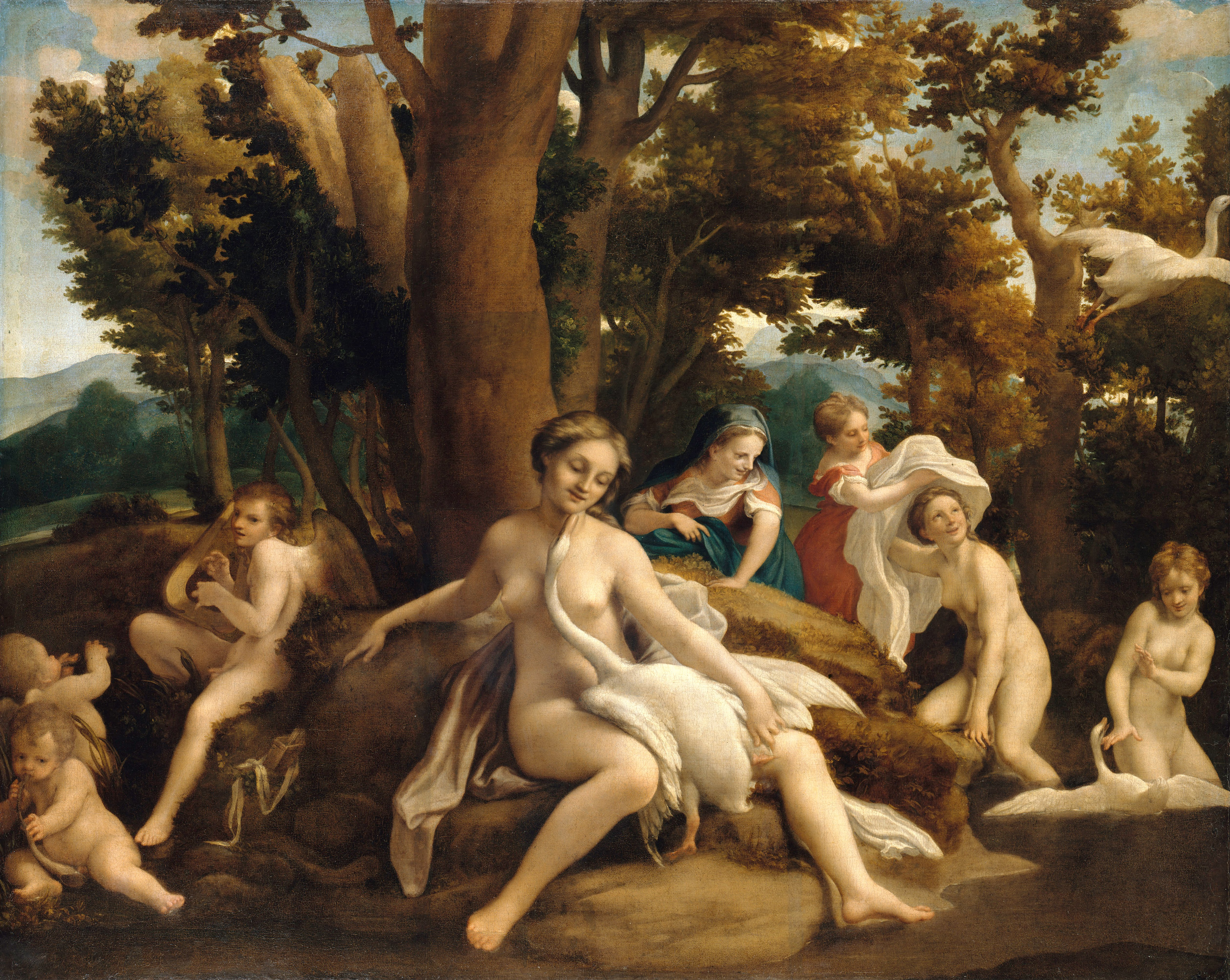
Leda und der Schwan, ca. 1532, Berlin, Gemäldegalerie